# روبرت لوكاس (مغني)
روبرت لوكاس (بالإنجليزية: Robert Lucas)‏ هو مغني أمريكي، ولد في 25 يوليو 1962 في لونغ بيتش في الولايات المتحدة، وتوفي في 23 نوفمبر 2008.